# Deux-Jumeaux
Deux-Jumeaux ist eine französische Gemeinde im Département Calvados in der Region Normandie mit 56 Einwohnern (Stand: 1. Januar 2022). Deux-Jumeaux gehört zum Arrondissement Bayeux und zum Kanton Trévières. 

## Geografie
Deux-Jumeaux liegt etwa 29 Kilometer westnordwestlich von Bayeux. Umgeben wird Deux-Jumeaux von den Nachbargemeinden Saint-Pierre-du-Mont im Norden und Nordwesten, Englesqueville-la-Percée im Norden, Asnières-en-Bessin im Osten, Longueville im Süden und Südosten, Canchy im Süden sowie La Cambe im Westen und Südwesten.

## Bevölkerungsentwicklung
| 1962                      | 1968 | 1975 | 1982 | 1990 | 1999 | 2006 | 2013 |
| ------------------------- | ---- | ---- | ---- | ---- | ---- | ---- | ---- |
| 152                       | 138  | 102  | 101  | 78   | 69   | 76   | 65   |
| Quelle: Cassini und INSEE |      |      |      |      |      |      |      |

## Sehenswürdigkeiten

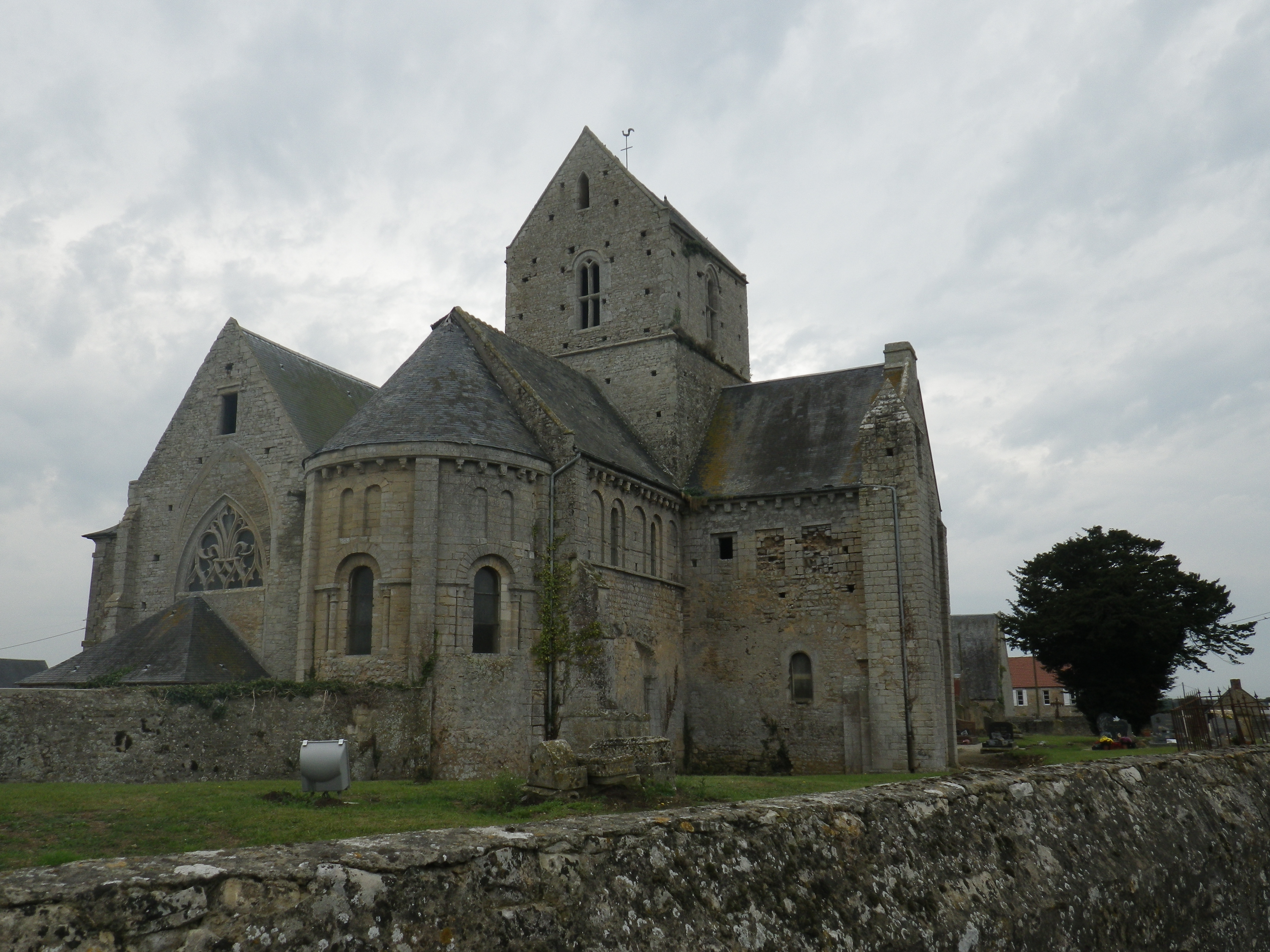
Klosterkirche

- Ehemaliges Kloster von Les Deux-Jumeaux